# 布里地区勒伊
布里地区勒伊（法語：Reuil-en-Brie，法語發音：[ʁœj ɑ̃ bʁi] ⓘ）是法国法蘭西島大區塞纳-马恩省的一个市镇，属于莫城区。 

## 地理
布里地区勒伊（48°57'38"N, 3°8'49"E）面积5.92 平方千米，位于法国法蘭西島大區塞纳-马恩省，该省份为法国北部内陆省份，北起瓦兹省，西接埃松省、马恩河谷省、塞纳-圣但尼省和瓦兹河谷省，南至卢瓦雷省，东南接约讷省，东临马恩省和奥布省，东北接埃纳省。
与布里地区勒伊接壤的市镇（或旧市镇、城区）包括：沙米尼、拉费泰苏茹阿尔、茹阿爾、吕藏西、马恩河畔萨西。

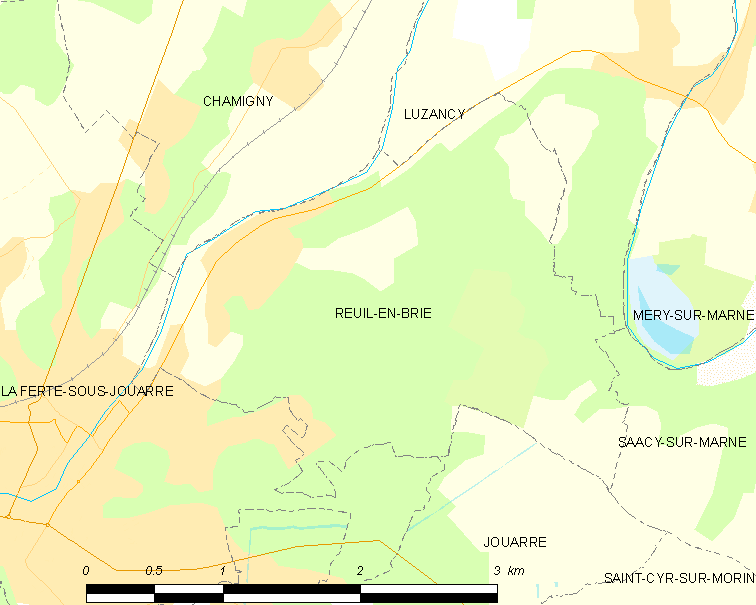
布里地区勒伊的OSM定位图

布里地区勒伊的时区为UTC+01:00、UTC+02:00（夏令时）。

## 行政
布里地区勒伊的邮政编码为77260，INSEE市镇编码为77388。

## 政治
布里地区勒伊所属的省级选区为拉费泰苏茹阿尔县。

## 人口

1962-2008年间布里地区勒伊人口变化图示

布里地区勒伊于2022年1月1日时的人口数量为808人。